# 基島

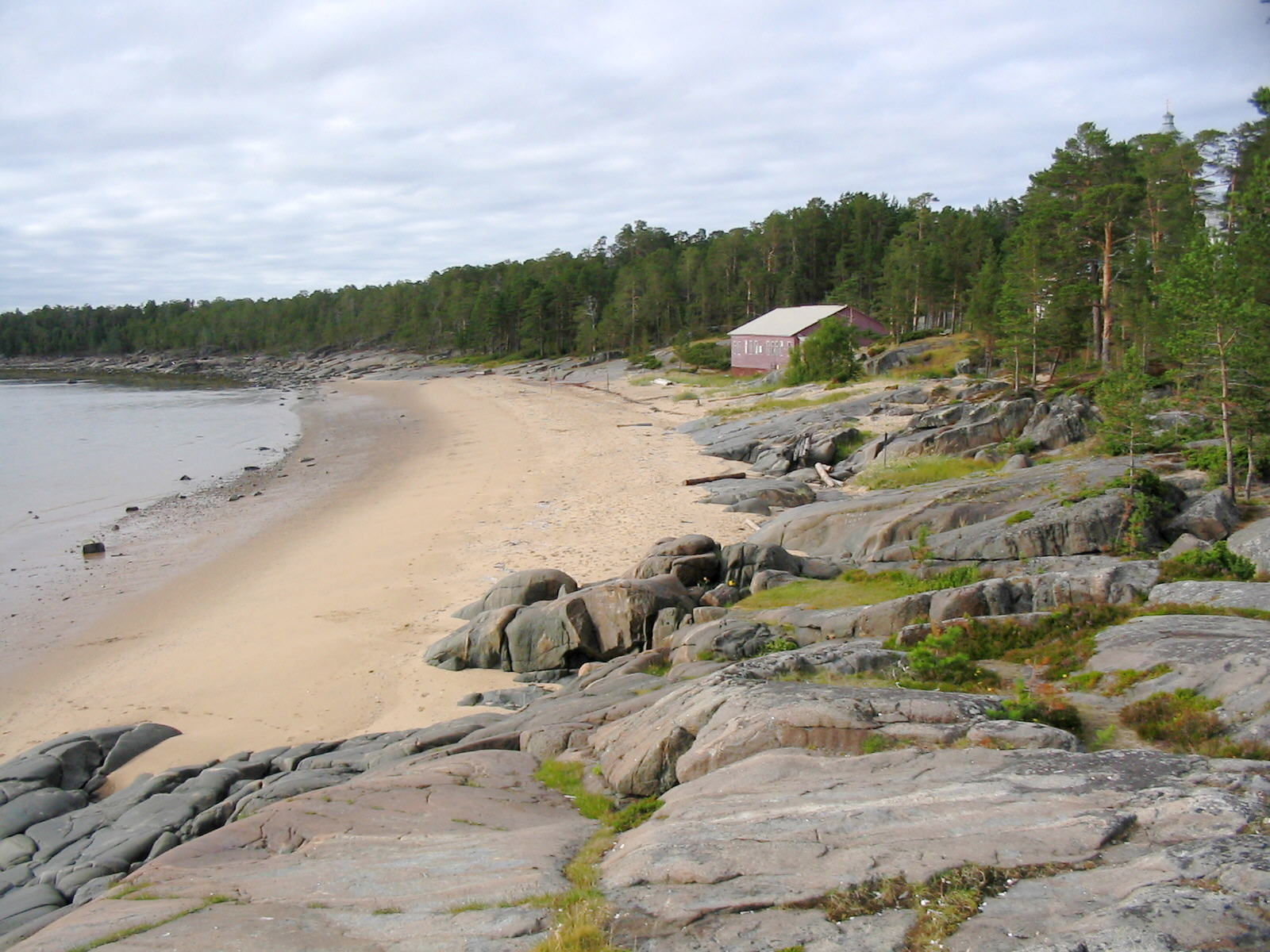
Kiy-Island

基島是俄羅斯的島嶼，位於白海的奧涅加灣，距離奧涅加15公里，由阿爾漢格爾斯克州負責管轄，長2公里、寬800米，面積約0.5平方公里，該島由花崗岩組成。
64°00′N 37°52′E / 64.000°N 37.867°E